# Resolució 1337 del Consell de Seguretat de les Nacions Unides
La Resolució 1337 del Consell de Seguretat de les Nacions Unides fou adoptada per unanimitat el 30 de gener de 2001. Després de recordar anteriors resolucions sobre Israel i el Líban incloses les resolucions 426 (1978), 425 (1978), 501 (1982), 508 (1982), 509 (1982) i 520 (1982), així com la 1310 (2000), el Consell va decidir prorrogar el mandat de la UNIFIL per un període de sis mesos fins al 31 de juliol de 2001.
El Consell de Seguretat va recordar la conclusió del secretari general Kofi Annan que Israel havia retirat les seves forces del Líban a partir del 16 de juny de 2000, d'acord amb la Resolució 425. Va emfatitzar amb la naturalesa temporal de l'operació de la UNIFIL.
Es va demanar al govern del Líban que creés un entorn tranquil i restaurés la seva autoritat al sud del Líban i va acollir amb beneplàcit l'establiment dels punts de control a la regió. El Consell va decidir tornar el nivell operacional de la UNIFIL a 4.500 efectius, tal com s'indica a l'informe del Secretari General. Tant a Israel com al Líban se'ls va demanar que complissin els compromisos per respectar la línia de retirada de la línia de retirada identificada per les Nacions Unides.
La resolució va condemnar tots els actes de violència i violacions de la línia de retirada. Va donar la benvinguda a la verificació de la retirada israeliana de la UNIFIL i de les contribucions als desminatge. Es va demanar al Secretari General que continués consultes amb el govern libanès i altres parts sobre l'aplicació de la resolució actual. Va aprovar la decisió de reconfigurar la UNIFIL i les tasques a realitzar per l'Organisme de les Nacions Unides per la Vigilància de la Treva (UNTSO) i va anunciar una revisió abans del 31 de maig de 2001 per considerar nous passos.
Finalment, la resolució va concloure subratllant la importància d'una pau justa i duradora a l'Orient Mitjà basada en les resolucions pertinents del Consell de Seguretat, incloses les 242 (1967) i 338 (1973).